# Plectus sambesii
Plectus sambesii is een rondwormensoort uit de familie van de Plectidae. De wetenschappelijke naam van de soort is voor het eerst geldig gepubliceerd in 1916 door Micoletzky.